# Montageanleitung

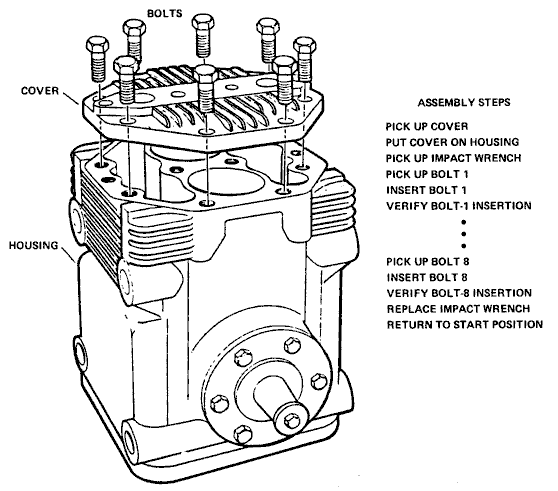
Explosionszeichnung und Arbeitsschritte zur Montage eines Kompressordeckels.

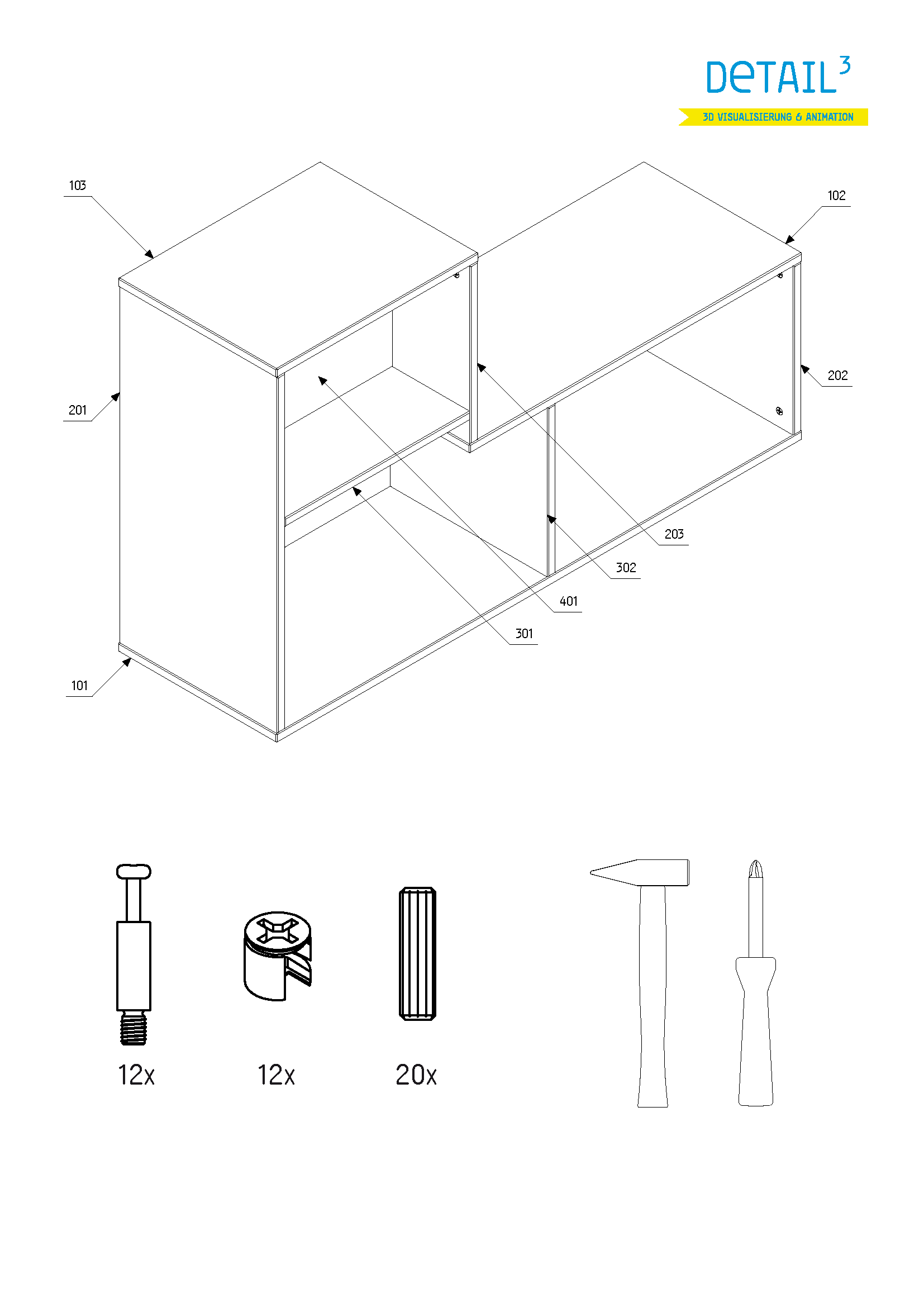
Montageanleitung für ein Möbelstück mit Bauteilen, Verbindungselementen und Werkzeugen.

Eine Montageanleitung ist ein Hilfsmittel für die Montage vorgefertigter Teile. Sie enthält Angaben über das sachgerechte Fügen, Handhaben sowie gegebenenfalls über das Prüfen und Justieren eines fertigen Produkts wie einer Maschine oder eines Möbelstücks.
Eine Anleitung ist vor allem dann erforderlich, wenn eine Endmontage, ein Einbau, eine Aufstellung oder Befestigung am Einsatzort durch Techniker oder Kunden geschehen muss, die mit dem Produkt nicht vertraut sind. Zusammen mit der Betriebsanleitung gehört die Montageanleitung zur technischen Dokumentation. Die Norm EN 61355 zählt die Montageanleitung zu den „Anleitungen und Handbüchern“ (DC).

## Inhalt
Eine Montageanleitung ist in Arbeitsschritte in einer festgelegten Reihenfolge gegliedert und enthält in den meisten Fällen graphische Darstellungen der Komponenten, Zwischenschritte sowie des fertigen Produkts, oft als Explosionszeichnung. Sie umfasst Listen der Bauteile und benötigten Hilfsstoffe, der erforderlichen Werkzeuge sowie je nach Zielpublikum Ratschläge und Warnungen über Risiken, die mit der Montage zusammenhängen.
Die Maschinenrichtlinie schreibt für „unvollständige Maschinen“ (d. h. zum Einbau bestimmte Baugruppen) eine Montageanleitung vor. In ihr ist anzugeben, „welche Bedingungen erfüllt sein müssen, damit die unvollständige Maschine ordnungsgemäß und ohne Beeinträchtigung der Sicherheit und Gesundheit von Personen mit den anderen Teilen zur vollständigen Maschine zusammengebaut werden kann.“
Nach der sogenannten IKEA-Klausel liegt nach deutschem Recht ein Sachmangel bei einem Produkt vor, wenn seine Montageanleitung mangelhaft ist.

## Medien
Neben der klassischen Anleitung in Papierform werden Video-Anleitungen immer beliebter, entweder als Film oder als Animation. Neben den Herstellern stellen auch Heimwerker und Hobbybastler ihre Ideen auf Videoplattformen im Internet zur Verfügung.
Interaktive 3D-Anleitungen gibt es für das Tablet, Mobiltelefon oder den PC. Dort können die Bauteile ohne CAD-Software betrachtet werden. Hier sind natürlich auch die einzelnen Aufbauschritte dargestellt, und mit Linien werden etwa die Pfade für die Montage gezeigt. Durch Drehungen ist der Kunde in der Lage, das zu montierende Objekt von allen Seiten zu betrachten.